# ガン島
ガン島 （ガンとう、ディベヒ語 ：ގަން）はモルディブ、アッドゥ環礁（別名シーヌ環礁）に存在するモルディブ最南端の島。モルディブでは比較的大きい部類の島である。島名の「ガン」はサンスクリット語で村を意味する「グラマ」に由来する。 
ガン島は環礁で2番目に大きい島で、面積は2.2561km2。先史時代から人が生活してたが、 イギリス海軍の空軍基地が建設された後多くの住民が近隣の島々に移住をさせられた。またこの島ではヤム、マニオックやココナッツの農場が存在していたが、空港建設の際にその多くが撤去された。 
現在は観光客向けのホテルを提供しており、隣接するフェイドゥ島、マダドゥ島、ヒタドゥ島と陸続きになっている。 
モルディブにはガン島と呼ばれる島が、他にフバドゥ環礁、ラーム環礁にも存在する。

## 考古学的価値
1922年に考古学者のH・C・P・ベルはこの島を訪れ、そこで古代の仏教遺跡を調査した。 これらの遺跡にはヴィハラと呼ばれる寺院や非常に荒廃した仏塔跡が含まれている。 ガン島の遺跡はモルディブ最南端にある仏教遺跡であったが、それらの遺跡は空港建設の際に完全に破壊されてしまった。 

## イギリスの軍事基地
第二次世界大戦中の1941年、 イギリス海軍はモルディブのガン島に「ポートT」と呼ばれる海軍基地を建設した。イギリス海軍は戦略的に有利な場所にある安全で深さのある停泊地を必要としており、アッドゥ環礁はその条件に適していたのである。 
1941年8月、艦隊航空隊が使用する空港建設のために技術者たちが到着。 それまでの間、 カタリナ、サンダーランドなどの飛行艇は比較的静かなガン島北部の桟橋から発着していた。   
アッドゥ環礁の主要な6島には、砲兵隊と高射部隊からなるイギリス海兵隊第一沿岸防衛連隊の駐屯地が配置された。 防御を容易にするために、ガン島、アイフック島（アブヘラ島）、 マラドゥー島 、 ヒタドゥ島を結ぶ土手道が建設され、大戦後期には軽便鉄道で結ばれた。ただし、アッドゥ環礁は高温多湿の気候、娯楽施設や地元住民との交流が不足していたため、軍人からは人気がなかった。     
1957年、海軍基地はイギリス空軍に移管され、ガン空軍基地として使用された。冷戦期、この基地はイギリス空軍の前哨基地として使用され、イギリス軍が撤退する1976年まで断続的な稼働を続けた。   
イギリス軍基地で働いた経験のあるほとんどの従業員は流暢な英語を話すことができたので、ガン島の基地が閉鎖されたとき彼らは新興の観光産業に注目した。結果として、アッドゥ環礁の人々の多くがリゾート地での雇用と子供のための教育機会を求めてマレへ移住した。 
イギリス軍の撤退後、かつての滑走路は放置され何十年もの間ほとんど使用されていなかったが、近年再開発が行われガン国際空港として使用されている。 